# 경기도지사 선거
경기도지사 선거는 경기도의 도지사를 선출하는 선거이다.

## 역대 민선 경기도지사
| 선거   | 정당 | 정당           | 도지사 |
| ------ | ---- | -------------- | ------ |
| 1960년 |      | 민주당         | 신광균 |
| 1995년 |      | 민주자유당     | 이인제 |
| 1998년 |      | 새정치국민회의 | 임창열 |
| 2002년 |      | 한나라당       | 손학규 |
| 2006년 |      | 한나라당       | 김문수 |
| 2010년 |      | 한나라당       | 김문수 |
| 2014년 |      | 새누리당       | 남경필 |
| 2018년 |      | 더불어민주당   | 이재명 |
| 2022년 |      | 더불어민주당   | 김동연 |

## 역대 선거 결과

### 1960년 대한민국 지방선거
1960년에 실시된 1960년 대한민국 지방선거에서 신광균 후보가 경기도지사로 당선되었다. 하지만 5.16 군사 정변 이후 경기도지사는 다시 관선으로 선출하도록 바뀌었다.

### 제1회 전국동시지방선거
|  | 40.56% |

|  | 29.60% |

|  | 19.67% |

|  | 10.15% |

### 제2회 전국동시지방선거
|  | 54.30% |

|  | 45.69% |

### 제3회 전국동시지방선거
|  | 58.37% |

|  | 35.98% |

|  | 5.63% |

### 제4회 전국동시지방선거
|  | 59.68% |

|  | 30.75% |

|  | 5.50% |

|  | 4.05% |

### 제5회 전국동시지방선거
|  | 52.20% |

|  | 47.79% |

### 제6회 전국동시지방선거
|  | 50.43% |

|  | 49.56% |

### 제7회 전국동시지방선거
|  | 56.40% |

|  | 35.51% |

|  | 4.81% |

|  | 2.54% |

|  | 0.72% |

### 제8회 전국동시지방선거
|  | 49.06% |

|  | 48.91% |

|  | 0.95% |

|  | 0.66% |

|  | 0.24% |

|  | 0.16% |

## 같이 보기
- 경기도지사